# Al'bina Juratu
Al'bina Juratu, in russo Альбина Юрату?, nom de plume di  Al'bina Vasil'evna Ljubimova (Norvaš-Šigali, 25 aprile 1959), è un'insegnante, poetessa e scrittrice russa di lingua ciuvascia. È un'esponente della nuova letteratura ciuvascia. Membro dell'Unione degli Scrittori Ciuvasci (1992).

## Biografia
Nata il 25 aprile 1959 a Norvaš-Šigali, prosegue gli studi dapprima all'Università Statale Ciuvascia e con la specializzazione a Mosca in filologia e storia. Fin dall'adolescenza pubblica storie e poesie su periodici locali, diventando membro dell'Unione degli Scrittori Ciuvasci.

## Opere
1. Èpĕ sana juratatăp (1977, 1994);
2. Kajah! Syvă pul!; (1992)
3. Čĕrem vitĕr ikkĕn utas çul vyrtat'  (1996);
4. Çӳl tӳpere çič çăltăr (1997);
5. Amore mio. Dolore Mio (Man juratu — man yratu, in russo, 2001);
6. I mnogotočie stavlju ja opjat'... (vyrăsla, 2001);
7. Kĕtetĕp sana, kilsem... (2004);